# Landtagswahlkreis Hettstedt
Der Landtagswahlkreis Hettstedt (Wahlkreis 32) war von der ersten den Wahlen zum Landtag von Sachsen-Anhalt 1990 bis zur Landtagswahl 2011 ein Landtagswahlkreis in Sachsen-Anhalt. Er umfasste zuletzt vom Landkreis Mansfeld-Südharz die Städte Arnstein, Gerbstedt, Hettstedt und Mansfeld. Prägende Person des Wahlkreises war die Landtagsabgeordnete und zeitweilige Landesministerin Petra Wernicke, die bei fünf von sechs im Wahlkreis stattfindenden Landtagswahlen als Kandidatin antrat und davon vier gewinnen konnte.

## Reform 2014
Der Landtagswahlkreis 32 wurde mit dem Gesetz zur Parlamentsreform 2014 aufgelöst. Die Stadt Hettstedt gehört beginnend mit der Wahl 2016 zum Landtagswahlkreis Eisleben und die Stadt Mansfeld zum Landtagswahlkreis Sangerhausen.

## Wahl 2011
Bei der Landtagswahl in Sachsen-Anhalt 2011 waren 35.632 Einwohner wahlberechtigt; die Wahlbeteiligung lag bei 51,4 %. Thomas Leimbach gewann das Direktmandat für die CDU.
| Bewerber         | Partei           | Erststimmen in % | Zweitstimmen in % |
| ---------------- | ---------------- | ---------------- | ----------------- |
| Thomas Leimbach  | CDU              | 31,6             | 29,8              |
| Stefan Gebhardt  | Die Linke        | 30,9             | 26,8              |
| Norbert Born     | SPD              | 20,4             | 24,8              |
| Silke Seifert    | FDP              | 3,7              | 3,4               |
| Gabriel Machemer | GRÜNE            | 3,9              | 3,8               |
| Helmut Schuchert | Freie Wähler     | 4,1              | 2,6               |
| Nico Heier       | NPD              | 5,4              | 5,6               |
| –                | Tierschutzpartei | –                | 1,5               |
| –                | Piraten          | –                | 0,9               |
| –                | SPV              | –                | 0,3               |
| –                | KPD              | –                | 0,2               |
| –                | MLPD             | –                | 0,2               |
| –                | ödp              | –                | 0,1               |

## Wahl 2006
Bei der Landtagswahl in Sachsen-Anhalt 2006 traten folgende Kandidaten an:
| Name                             | Partei    | Anteil der Erststimmen |
| -------------------------------- | --------- | ---------------------- |
| Petra Wernicke                   | CDU       | 43,5 %                 |
| Stefan Gebhardt                  | Die Linke | 26,2 %                 |
| Norbert Born                     | SPD       | 18,0 %                 |
| Silke Seifert                    | FDP       | 7,6 %                  |
| Svea Detering                    | GRÜNE     | 2,2 %                  |
| Klaus Damert                     | EB        | 2,4 %                  |
| Wahlberechtigte: 41863 Einwohner |           |                        |
| Wahlbeteiligung: 44,9 %          |           |                        |

## Wahl 2002
Bei der Landtagswahl in Sachsen-Anhalt 2002 traten folgende Kandidaten an:
| Name                              | Partei        | Anteil der Erststimmen | Anteil der Zweitstimmen |
| --------------------------------- | ------------- | ---------------------- | ----------------------- |
| Petra Wernicke                    | CDU           | 50,1 %                 | 42,2 %                  |
| Stefan Gebhardt                   | PDS           | 21,1 %                 | 20,0 %                  |
| Olaf Beyer                        | SPD           | 17,4 %                 | 18,7 %                  |
| Silke Seifert                     | FDP           | 11,3 %                 | 11,0 %                  |
| -                                 | GRÜNE         | -                      | 0,9 %                   |
|                                   | Schill-Partei | -                      | 4,9 %                   |
|                                   | Sonstige      | -                      | 2,3 %                   |
| Wahlberechtigte: 43.586 Einwohner |               |                        |                         |
| Wahlbeteiligung: 57,8 %           |               |                        |                         |

## Wahl 1998
Bei der Landtagswahl in Sachsen-Anhalt 1998 traten folgende Kandidaten an:
| Name                              | Partei   | Anteil der Erststimmen | Anteil der Zweitstimmen |
| --------------------------------- | -------- | ---------------------- | ----------------------- |
| Petra Wernicke                    | CDU      | 32,2 %                 | 24,6 %                  |
| Stefan Gebhardt                   | PDS      | 23,0 %                 | 18,4 %                  |
| Marco Steckel                     | SPD      | 37,1 %                 | 34,6 %                  |
| Klaus Schröder                    | FDP      | 5,2 %                  | 3,6 %                   |
| Roland Ritter                     | GRÜNE    | 2,5 %                  | 1,7 %                   |
|                                   | DVU      | -                      | 15,5 %                  |
|                                   | Sonstige | -                      | 1,6 %                   |
| Wahlberechtigte: 44.448 Einwohner |          |                        |                         |
| Wahlbeteiligung: 73,5 %           |          |                        |                         |

## Wahl 1994
Bei der Landtagswahl in Sachsen-Anhalt 1994 traten folgende Kandidaten an:
| Name                              | Partei   | Anteil der Erststimmen | Anteil der Zweitstimmen |
| --------------------------------- | -------- | ---------------------- | ----------------------- |
| Petra Wernicke                    | CDU      | 44,9 %                 | 39,9 %                  |
| Torsten Blümel                    | PDS      | 15,8 %                 | 17,0 %                  |
| Dietmar Sauer                     | SPD      | 30,3 %                 | 32,9 %                  |
| Waltraud Faust                    | FDP      | 3,5 %                  | 2,7 %                   |
| Roland Ritter                     | GRÜNE    | 5,5 %                  | 3,9 %                   |
|                                   | Sonstige | -                      | 3,6 %                   |
| Wahlberechtigte: 44.581 Einwohner |          |                        |                         |
| Wahlbeteiligung: 58,1 %           |          |                        |                         |

## Wahl 1990
Bei der Landtagswahl in Sachsen-Anhalt 1990 traten folgende Kandidaten an:
| Name                              | Partei         | Anteil der Erststimmen | Anteil der Zweitstimmen |
| --------------------------------- | -------------- | ---------------------- | ----------------------- |
| Petra Wernicke                    | CDU            | 43,2 %                 | 43,5 %                  |
| Lutz Jerusel                      | PDS            | 11,7 %                 | 11,2 %                  |
| Frank Scheermesser                | SPD            | 21,3 %                 | 23,1 %                  |
| Adolf Hildebrandt                 | FDP            | 12,1 %                 | 12,0 %                  |
|                                   | GRÜNE          | -                      | 4,0 %                   |
| Rainer Heinrich                   | Einzelbewerber | 3,9 %                  | -                       |
| Helmut Wiedenbeck                 | Einzelbewerber | 3,0 %                  | -                       |
| -                                 | Sonstige       | 6,2 %                  | -                       |
| Wahlberechtigte: 41.876 Einwohner |                |                        |                         |
| Wahlbeteiligung: 68,9 %           |                |                        |                         |